# Thonville

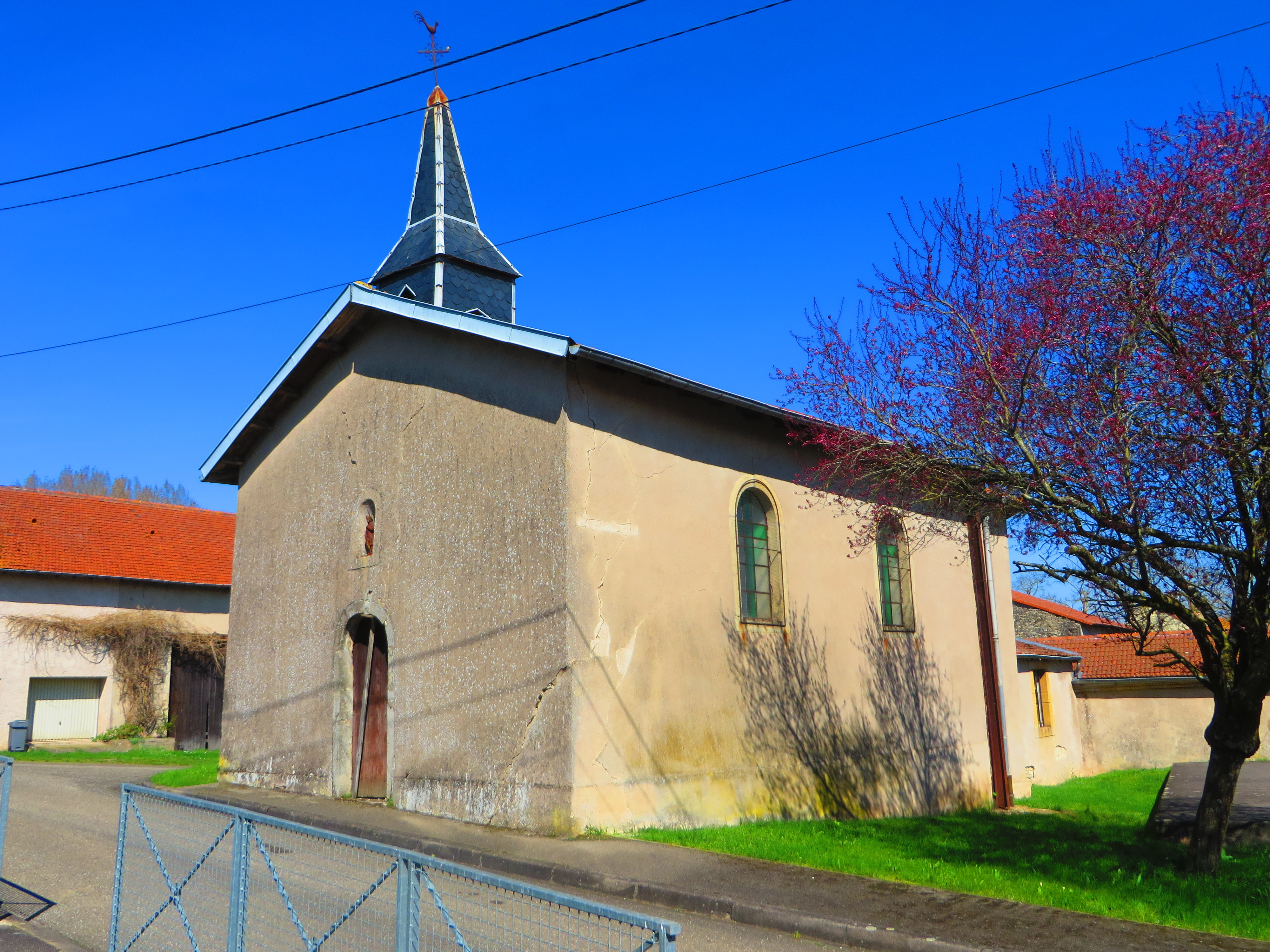
Dreifaltigkeitskapelle (Chapelle de la Très-Sainte-Trinité)

Thonville ist eine französische Gemeinde mit 51 Einwohnern (Stand 1. Januar 2022) im Département Moselle in der Region Grand Est (bis 2015 Lothringen).

## Geographie
Die Gemeinde liegt im Saulnois, etwa 34 Kilometer südöstlich von Metz, 26 Kilometer südlich von Boulay-Moselle (Bolchen) und sieben Kilometer südöstlich von Faulquemont (Falkenberg).

## Geschichte
Der Ort wurde 1324 als Oderstorph erwähnt, dann als Oderstorf (1365), Otthonville (1368), Oderstorff (1387, 1450) und Thonuille (1621).
Das kleine Dorf gehörte früher zum Bistum Metz, einem Fürstbistum des Heiligen Römischen Reichs und wurde 1552 mitsamt dem Bistum von Frankreich besetzt und annektiert, das sich den Besitz 1648 im Westfälischen Frieden bestätigen lassen konnte.
Die verschlungenen Silberringe im Gemeindewappen stehen für die Heilige Dreifaltigkeit, unter der das Patronat der Kirche steht. Die Lilien symbolisieren die lange Abhängigkeit Thonvilles von der ehemaligen Metzer Abtei Saint-Denis.
Durch den Frankfurter Frieden vom 10. Mai 1871 kam das Gebiet an Deutschland und das Dorf wurde dem Kreis Bolchen im Bezirk Lothringen des Reichslandes Elsaß-Lothringen zugeordnet. Französisch blieb aber Amts- und Umgangssprache.
Nach dem Ersten Weltkrieg musste die Region aufgrund der Bestimmungen des Versailler Vertrags 1919 an Frankreich abgetreten werden. Im Zweiten Weltkrieg war die Region von der deutschen Wehrmacht besetzt und stand unter deutscher Verwaltung.
Das Dorf trug 1915–1919 und 1940–1944 den Namen „Odersdorf“.
Vom 1. Dezember 1973 bis zum 3. August 1985 war Thonville in den Nachbarort Brulange (Brülingen) eingemeindet.

### Bevölkerungsentwicklung
Im Jahr 1871 hatte das Dorf eine Gemarkungsfläche von 252 Hektar, 49 Häuser, 52 Familien und 175 Einwohner. 1910 wurden 129 Einwohner gezählt.
| Jahr      | 1962 | 1968 | 1975 | 1982 | 1990 | 1999 | 2007 | 2019 |
| Einwohner | 70   | 62   | 46   | 41   | 49   | 49   | 42   | 47   |

## Belege
1. ↑  Burkhard Dietz, Helmut Gabel-Griff nach dem Westen-Teil 1-(2003)
2. 1 2 3  Eugen H. Th. Huhn: Deutsch-Lothringen. Landes-, Volks- und Ortskunde, Stuttgart 1875, S. 371 (google-books.com).
3. ↑  Wappenbeschreibung auf genealogie-lorraine.fr (französisch)
4. ↑  Georg Lang: Der Regierungs-Bezirk Lothringen. Statistisch-topographisches Handbuch, Verwaltungs-Schematismus und Adressbuch, Metz 1874, S. 128  (google-books.com).